# Exechiopsis aemula
Exechiopsis aemula är en tvåvingeart som beskrevs av Eberhard Plassmann 1984. Exechiopsis aemula ingår i släktet Exechiopsis och familjen svampmyggor.
Artens utbredningsområde är Sverige. Arten är reproducerande i Sverige. Inga underarter finns listade i Catalogue of Life.